# Isak Jensen
Isak Steiner Jensen (* 23. Dezember 2003 in Odense) ist ein dänischer Fußballspieler. Er ist dänischer Juniorennationalspieler.

## Karriere

### Verein
Isak Jensen wechselte im Jahr 2018 von Næsby BK, einem Stadtteilverein in Odense, innerhalb der Stadt in die Jugendabteilung von Odense BK. Im Februar 2020 zog es ihn in die Jugendabteilung von SønderjyskE, einem Verein aus Haderslev (deutsch Hadersleben) unweit der deutschen Grenze. Dort erhielt Jensen im November 2020 einen bis 2023 laufenden Profivertrag. Am 11. März 2021 lief er im Alter von 17 Jahren zum ersten Mal für die erste Mannschaft auf, als er beim 4:1-Sieg im Viertelfinalrückspiel im dänischen Pokal gegen Fremad Amager eingewechselt wurde. Isak Jensen gewann am 13. Mai 2021 mit SønderjyskE durch ein 4:0-Finalsieg den dänischen Pokal, allerdings gehörte er im Endspiel nicht zum Kader. Am 8. August 2021 lief er bei der 0:1-Niederlage bei Randers FC zum ersten Mal in der Superligæn auf.
Mitte Juli 2022 wechselte Jensen in die USA zu St. Louis City. Er unterschrieb einen Vertrag bis zum 31. Dezember 2026 mit der Option auf ein weiteres Jahr. Das neue Franchise der Major League Soccer nimmt jedoch erst zur Saison 2023 den Spielbetrieb auf. Bis zum Ende der Saison 2022 kam Isak Jensen 7-mal im Farmteam in der MLS Next Pro zum Einsatz.
Nach nur einem Jahr kehrte er nach Dänemark zurück, denn er schloss sich leihweise Viborg FF an. Nach anfänglichen Schwierigkeiten erkämpfte sich Jensen schnell einen Stammplatz, mal als linker Mittelfeldspieler, mal als rechter Außenstürmer. Mit insgesamt sieben Toren in der regulären Saison sowie in der Abstiegsrunde trug er zum Klassenerhalt seines Vereins bei. Daraufhin erhielt Isak Jensen eine Festanstellung bei Viborg FF, als er einen Dreijahresvertrag unterschrieb. Er blieb Stammspieler – nun ausschließlich als linker Außenstürmer – und trug mit neun Toren zum abermaligen Klassenerhalt bei.
Im Juli 2025 ging Jensen erneut ins Ausland, denn er schloss sich in den Niederlanden AZ Alkmaar an. Er erhielt einen Vertrag bis Mitte 2030.

### Nationalmannschaft
Im September 2020 absolvierte Isak Jensen zwei Spiele für die dänische U18-Nationalmannschaft, beide in Leipzig und beides gegen Deutschland. Danach gehörte er zum Kader der dänische U19-Nationalelf, für die er am 4. September 2021 bei einem 6:1-Sieg in Moss gegen Norwegen anlässlich eines internationalen Turniers erstmals auflief. Zwischen 2024 und 2025 war Jensen Teil der dänischen U21, für die er in sechs Spielen ein Tor erzielte und mit der er an der U-21-Fußball-Europameisterschaft 2025 teilnahm. 